# Napoleão (2023)
Napoleon (bra/prt: Napoleão) é um longa-metragem épico de drama histórico britânico-estadunidense dirigido e produzido por Ridley Scott e escrito por David Scarpa lançado em novembro de 2023. Estrelado por Joaquin Phoenix como Napoleão Bonaparte, é baseado na história real de sua ascensão a liderança do povo francês, assim como seu relacionamento com a Imperatriz Josefina, interpretada por Vanessa Kirby.
Sua estreia aconteceu nos Estados Unidos e Reino Unido no dia 22 de novembro de 2023 pela Sony Pictures Releasing, antes de estrear na Apple TV+ em uma data posterior. O filme teve uma recepção morna do público e também da crítica especializada, sendo elogiado pelas atuações e cinematografia, mas recebeu críticas negativas (especialmente na França) por suas imprecisões históricas e ritmo da trama.

## Sinopse
O filme retrata a ascensão de Napoleão ao poder através das lentes de seu relacionamento viciante e volátil com a Imperatriz Josefina.
Em outubro de 1793, a Revolução Francesa chega ao seu ápice e as ruas de Paris são tomadas por um sentimento generalizado contra a monarquia. Um jovem oficial chamado Napoleão Bonaparte testemunha a execução de Maria Antonieta na guilhotina. Meses mais tarde, o líder revolucionário Paul Barras envia Napoleão para comandar tropas francesas no Cerco de Toulon. Bonaparte consegue tomar a cidade e destruir os navios da Marinha Real Britânica. O líder do Reino do Terror Maximilien Robespierre é deposto e executado e as lideranças francesas tentam restaurar a estabilidade do país. Bonaparte suprime a revolta realista de 13 Vendémiaire e conquista o apoio de Barras.
A pedido de um jovem aristocrata, Napoleão visita a residência dos Beauharnais para entregar o sabre que havia sido de seu pai, morto na Praça da Revolução por ordem do Diretório. Napoleão se encanta pela viúva Josefina de Beauharnais e os dois eventualmente se casam meses mais tarde. Apesar de uma vida sexual intensa, o casal luta para conseguir gerar um herdeiro. Em 1798, Napoleão é enviado para comandar as tropas francesas na Campanha do Egito e vence as tropas otomanas na Batalha das Pirâmides, mas regressa à França quando descobre que Josefina possui um amante dez anos mais jovem. O Diretório acusa Bonaparte de ter deserdado temporariamente no Egito e este se une a Talleyrand, Fouché, Sieyès e Ducos para assumir o poder como Primeiro Cônsul.
Em 1804, o povo se reúne na Catedral de Notre-Dame para assistir a coroação de Napoleão como Imperador dos Franceses. Napoleão toma a coroa das mãos do Papa Pio VII e coroa a si mesmo e a Josefina como Imperadores. Talleyrand sugere uma aliança com o Império Austríaco, mas o Imperador Francisco I recusa a proposta. Um ano mais tarde, Napoleão consegue prevalecer contra os austríacos e os russos na Batalha de Austerlitz, forçando-os a recuar sobre lagos congelados em uma emboscada. Após a batalha, Napoleão convida Francisco I e o Czar Alexandre I para uma negociação, mas Alexandre I se recusa a participar. Letícia Bonaparte faz com que seu filho engravide uma prostituta, provando que Josefina é estéril. Napoleão decide romper seu casamento com Josefina alegando pensar na continuidade de seu império, mas ambos continuam mantendo correspondências anos após. Napoleão se casa com Maria Luísa de Áustria e o casal gera um filho um ano mais tarde.
Em 1812, Napoleão invade a Rússia após Alexandre I romper com um tratado de paz entre os países. Napoleão prevalece sobre o Exército Imperial Russo apesar das baixas sofridas nas mãos dos Cossacos do Don na Batalha de Borodino. Após prosseguir pelo território russo, as tropas de Napoleão encontram a cidade de Moscou abandonada e incendiada de forma misteriosa. Sem conseguir confrontar Alexandre I diretamente, Napoleão ordena a evacuação das tropas de volta para a França temendo o rigoroso inverno russo. Após mais de um ano de guerra, em 1814, Napoleão é derrotado pela Sexta Coligação e enviado para o exílio na Ilha de Elba.
A prisão de Napoleão dura menos de um ano enquanto o Rei Luís XVIII é restaurado no trono francês e volta a desfrutar de uma vida de privilégios aos moldes do Antigo Regime. Napoleão descobre que Josefina está com a saúde frágil e foge de seu exílio. Napoleão consegue o apoio das tropas que foram enviadas para detê-lo e retorna a Paris para iniciar o seu Governo dos Cem Dias. Josefina, mantida prisioneira no Castelo de Malmaison, morre antes de rever Napoleão.
Os exércitos de Prússia, Grã-Bretanha, Áustria e Rússia se unem contra Napoleão e formam mais uma coligação de forças para detê-lo. Meses depois, Napoleão trava uma sangrenta batalha contra as tropas comandadas pelo Duque de Wellington na Campanha de Waterloo. A cavalaria francesa é massacrada pelos regimentos da infantaria britânica enquanto Napoleão ordena que seus soldados lutem até os últimos recursos. Os reforços do Marechal Blücher chegam para apoiar os britânicos e os franceses são derrotados. Napoleão aceita os termos da sua derrota e é informado pelo Duque de Wellington que as Potências Aliadas planejam colocá-lo em um novo exílio, desta vez muito mais rigoroso e remoto na Ilha de Santa Helena.

## Elenco
- Joaquin Phoenix como Napoleão Bonaparte, Imperador dos Franceses.[11]
- Vanessa Kirby como Josefina de Beauharnais, Imperatriz Consorte e primeira esposa de Napoleão.
- Tahar Rahim como Paul Barras, um político que era o chefe executivo do Diretório durante a Revolução Francesa.
- Ben Miles como Caulaincourt, um diplomata e conselheiro próximo de Napoleão.[12]
- Ludivine Sagnier como Thérésa Cabarrus (a Madame Tallien), uma socialite e nobre.[13]
- Matthew Needham como Lucien Bonaparte, irmão de Napoleão.[14]
- John Hollingworth como o Marechal Michel Ney, elogiado como "o mais bravo dos bravos" por Napoleão.[15]
- Youssef Kerkour como o Marechal Louis Nicolas Davout, um dos melhores comandantes de Napoleão.[16]
- Phil Cornwell como Sanson 'O Bourreau', o carrasco que guilhotinou o rei Luís XVI.[17]
- Édouard Philipponnat como Alexandre I, Czar da Rússia.
- Ian McNeice como Luís XVIII, Rei da França durante a Restauração Bourbon, após o exílio de Napoleão para a Ilha de Elba.
- Rupert Everett como Arthur Wellesley, Duque de Wellington.[18]
- Paul Rhys como Talleyrand, um importante diplomata francês.[19]
- Catherine Walker como Maria Antonieta, arquiduquesa da Áustria e mais tarde Rainha da França.
- Gavin Spokes como Moulin, um político do Diretório.
- Mark Bonnar como Jean-Andoche Junot, general de Napoleão e comandante da invasão francesa de Portugal em 1807.[20]
- Anna Mawn as the Arquiduquesa Maria Luísa, segunda esposa de Napoleão.
- Davide Tucci como Lazare Hoche, um general e herói da França revolucionária.
- Sam Crane como Jacques-Louis David, um proeminente pintor neoclássico francês.
- Scott Handy como marechal Louis-Alexandre Berthier, chefe do Estado-Maior de Napoleão desde sua primeira campanha italiana em 1796 até sua primeira abdicação em 1814, e duas vezes Ministro da Guerra da França.

## Produção

### Desenvolvimento
Em 14 de outubro de 2020, no mesmo dia em que seu filme The Last Duel encerrou as filmagens, Ridley Scott anunciou Kitbag como seu próximo projeto para a 20th Century Studios, que ele dirigiria e produziria a partir de um roteiro escrito pelo colaborador de Scott em All the Money in the World, David Scarpa. O título do filme foi derivado do ditado: "There is a general's staff hidden in every soldier's kitbag (Há um bastão de general escondido na mochila de cada soldado)". Joaquin Phoenix teria sido contratado para estrelar como o líder militar e político francês Napoleão Bonaparte, reunindo-se com o diretor depois de Gladiador (2000). No entanto, quando o contrato de Scott com a 20th Century Studios foi concluído no final do ano, o projeto ficou disponível para outros grandes estúdios. Em janeiro de 2021, a Apple Studios anunciou que financiaria e produziria o filme, com as filmagens programadas para ocorrer no Reino Unido em 2022. "Napoleão é um homem pelo qual sempre fui fascinado", disse Scott em comunicado, "Ele veio do nada para governar tudo – mas o tempo todo ele estava travando uma guerra romântica com sua esposa adúltera Josefina. Ele conquistou o mundo para tentar ganhar seu amor, e quando ele não conseguiu, ele o conquistou para destruí-la, e se destruiu no processo.".
A atriz de The Last Duel, Jodie Comer, teria sido a primeira escolha de Scott para interpretar a Imperatriz Josefina. Ela entrou em negociações para estrelar em março de 2021, confirmando sua escalação em setembro e disse: "Acabei de aproveitar a chance de trabalhar com Ridley e sua equipe novamente e a ideia de trabalhar com Joaquin, que é alguém que admiro muito... Estou tão animada para mergulhar nesse mundo.". Em novembro, ela disse que seu papel "seria outro grande desafio, mas o que eu amo nos dramas de época é esse tipo de transformação. Mesmo agora, fazendo alguns testes de figurino e cabelo para Kitbag, é tão animador porque se torna muito mais fácil sair de si mesmo e entrar em outra pessoa.". Nesse mesmo mês, Youssef Kerkour também foi confirmado para estrelar. Em 4 de janeiro de 2022, Comer revelou sua saída do filme devido a mudanças de agenda causadas pela pandemia de COVID-19. Vanessa Kirby foi anunciada como sua substituta mais tarde naquele dia Em 18 de janeiro de 2022, o produtor Kevin J. Walsh disse que o filme foi renomeado para Napoleon. Em fevereiro, Tahar Rahim foi adicionado ao elenco.

### Filmagens
As filmagens do filme começaram em fevereiro de 2022. O filme conta com seis grandes sequências de batalhas, ao contrário de outros filmes sobre Napoleão, como Waterloo (1970), que incluem apenas uma. Napoleon foi gravado sob o título provisório de Marengo, uma referência à Batalha de Marengo (1800). As filmagens ocorreram em Lincoln, Inglaterra, em março de 2022. A equipe supostamente passou uma semana preparando a Catedral de Lincoln, que substituiu Notre-Dame de Paris. As filmagens ocorreram na catedral nos dias 17 e 18 de março, entre 7h e 19h.
As filmagens aconteceram em Stowe Avenue and House, Buckinghamshire; Palácio de Blenheim em Woodstock, Oxfordshire; West Wycombe Park em Buckinghamshire, Inglaterra; e Boughton House em Kettering, Inglaterra. Também foi filmado em Malta por três semanas, a partir de maio de 2022. O Forte Ricasoli em Kalkara, Malta, foir transformado no local do cerco de Toulon em 1793, onde Napoleão teve sua primeira vitória.

## Lançamento
Napoleon foi lançado nos cinemas em 22 de novembro de 2023, nos Estados Unidos e no Reino Unido, e depois pela Apple TV+ em 1 de março de 2024.

## Recepção

### Bilheteria
No seu primeiro fim de semana, Napoleon arrecadou US$ 32,5 milhões de dólares nos Estados Unidos e no Canadá, além de US$ 46,3 milhões em outros territórios pelo mundo, para uma bilheteria global de US$ 78,8 milhões de dólares. Em fevereiro de 2024, o Deadline Hollywood relatou que essa receita bruta ficou aquém do orçamento de marketing do filme, com as receitas caindo cerca de US$ 16 milhões a menos do que o necessário para o marketing do filme se pagar. Esse déficit foi compensado pelos aluguéis de cópias digitais, mas, de acordo com a publicação, isso ainda deixou uma perda estimada de cerca de US$ 165 milhões no todo, equivalente ao orçamento de produção, para a Apple. Em contraste, a Apple insistiu que o filme foi lucrativo.

### Crítica
No website agregador de resenhas Rotten Tomatoes, o filme teve um índice de aprovação de 58% (baseado em 329 críticas), com uma nota média de 6,2 (de 10). O consenso do site dizia: "Ridley Scott pretende provar que o imperador está nu em Napoleão, um épico astuto e engraçado com cenários de bravura cujo tempo de execução dividido o impede de ser conquistador". Já o site Metacritic, que usa uma média ponderada, deu a Napoleon uma nota 64 (de 100), baseado em 62 críticas, indicando uma recepção "geralmente favorável". O público pesquisado pelo CinemaScore deu ao filme uma nota média de "B−" (em uma escala de A+ a F), enquanto os entrevistados pelo PostTrak deram ao filme uma pontuação geral positiva de 72%, com 46% dos espectadores dizendo que iriam definitivamente recomendar o filme.
Os críticos elogiaram a escala épica de Napoleon, as cenas de batalha e as performances de Phoenix e Kirby, enquanto alguns questionaram a duração e a direção "inchada" de Scott. Contudo, o filme foi criticado por sua imprecisão histórica em vários aspectos. Críticos franceses, em particular, tinham uma visão menos entusiasmada do que os britânicos e americanos. Uma resenha escrita para o jornal Le Figaro afirmou que o filme poderia ter se chamado "Barbie e Ken sob o Império". Já em uma matéria publicada na edição francesa da revista GQ considerando-o "profundamente desajeitado, antinatural e involuntariamente engraçado". Patrice Gueniffey, um historiador do Napoleonic studies, chamou o filme de "muito anti-francês e muito pró-britânico" em uma entrevista ao Le Point.
Escrevendo para o The Guardian, o jornalista Peter Bradshaw deu ao filme cinco estrelas e chamou-o de "filme biográfico emocionante", concluindo que Scott "não nega os prazeres antiquados do espetáculo e da emoção. Phoenix é a chave para tudo: uma performance tão robusta quanto o vidro de Borgonha ele bate de volta: envaidecido, taciturno, fervilhante e triunfante". Escrevendo para o The Observer, Wendy Ide deu três de cinco, chamando-o de "épico robusto" que lutou para "nos mostrar o que motivou o gênio militar". Ela continuou: "Um homem, mesmo um homem tão combativo como Napoleão, vale mais do que as batalhas que travou. E é nesse aspecto que o filme tem menos sucesso". Nicholas Barber da BBC achou as sequências de batalha do filme "espetaculares" e também elogiou as atuações de Kirby e Phoenix. Johnny Oleksinski, do New York Post, escreveu: "[...] é uma pena que Scott não tenha conseguido fazer um brilhante estudo do caráter de um dos maiores líderes militares do mundo - e, em vez disso, decidiu deixar uma fênix auto-indulgente voar sobre o ninho do cuco".

### Precisão histórica
Os aspectos históricos do filme foram duramente criticados por historiadores, jornalistas e alguns críticos de cinema. Entre os críticos incluem os historiadores Adam Tooze e Andrew Roberts, que acreditaram que o filme ignorou as inúmeras conquistas não militares de Napoleão, bem como sua popularidade com o povo francês. Roberts, um biógrafo de Napoleão, disse que a representação do imperador como um proto-Hitler era "tão cansativa quanto absurda". O historiador Zack White concordou com essa análise, dizendo que o filme refletia a propaganda britânica contemporânea denegrindo Napoleão como um "rufião da Córsega". Ellin Stein, escrevendo para a revista Slate, apontou que Napoleão era conhecido por sua paixão pela literatura e pelo pensamento Iluminista – muito longe do soldado grosseiro e rústico que Scott retratou. O historiador francês Patrice Gueniffey chamou o filme de "anti-França" e cheio de imprecisões históricas. Joan Tumblety escreveu que o filme ignorou atrocidades históricas relevantes, como as cometidas durante o Cerco de Jafa.
Napoleão não compareceu à execução de Maria Antonieta, já que neste período ele estava comandando as forças francesas em Toulon. O filme apresenta Napoleão atirando contra as Pirâmides de Giza, Miquerinos e Quéfren, algo que nunca aconteceu durante a batalha na região. A egiptóloga Salima Ikram, da Universidade Americana do Cairo, destacou que Napoleão tinha a Esfinge e as pirâmides em alta estima e as usou como motivação para suas tropas. "Ele definitivamente não atirou nelas [as pirâmides]". Em uma entrevista para o The Times, Scott defendeu sua descrição do ataque às pirâmides como sendo "uma maneira rápida de dizer que [Napoleão] tomou o Egito". Mais tarde, o filme ainda retrata um Napoleão derrotado encontrando o General Wellington, enquanto, na realidade, os dois homens nunca se conheceram pessoalmente.
Vários eventos importantes do reinado de Napoleão, como a Guerra Peninsular, a Expedição de São Domingos, a Campanha contra a Áustria em 1809 e as campanhas de 1813 e 1814, são inteiramente omitidos. A representação da Batalha de Waterloo silencia o papel dos exércitos holandês e alemão, focando apenas na participação britânica e francesa. Todos os marechais do exército napoleônico, que desempenharam um papel fundamental em suas campanhas, foram quase que completamente não mencionados. O filme foi criticado por ignorar a decisão de Napoleão de restabelecer a escravidão nas colônias francesas em 1802 depois desta ter sido abolida pela Convenção Nacional após a Revolução Francesa.
O historiador Michael Broers, da Universidade de Oxford, que trabalhou no filme, notou várias imprecisões no relacionamento de Napoleão e Josefina, incluindo o momento do divórcio (1809, não 1807), sua natureza (Napoleão não deu um tapa em Josefina durante o divórcio) e seu raciocínio (Josefina é retratada como encorajadora do divórcio, quando na realidade ela tinha medo disso). A Josefina histórica também morreu um dia antes do exílio de Napoleão em Elba, não um ano depois durante o Governo dos Cem Dias, e portanto não foi um fator para incentivar o retorno de Napoleão à França.
O historiador Paul du Quenoy criticou a representação das táticas de campo de batalha da era napoleônica, especialmente a sequência de Austerlitz, "uma das poucas batalhas que o filme retrata em detalhes". Ele observou que os historiadores consideram a emboscada no gelo um mito da campanha de Austerlitz, "um pequeno detalhe cujo significado foi questionado quase desde a época da batalha". Napoleão, oficial de artilharia por formação, nunca liderou pessoalmente um ataque de cavalaria, como é mostrado na representação do filme das batalhas de Borodino e de Waterloo. Franz-Stefan Gady, escrevendo para o Foreign Policy, descreveu as sequências de batalha como "uma mistura Hollywoodiana de combates medievais, [disparo de] canhões sem sentido e avanços de infantaria no estilo da Primeira Guerra Mundial". Ele completou dizendo: "Apesar de toda a fixação de Scott nas batalhas de Napoleão, ele parece curiosamente desinteressado em como o verdadeiro Napoleão as lutou".
Ridley Scott rejeitou as críticas às imprecisões históricas do filme, afirmando: "Napoleão morre então, dez anos depois, alguém escreve um livro. Aí alguém pega aquele livro e escreve outro, e então, 400 [sic] anos depois, há muita imaginação [nos livros de história]. Quando tenho problemas com historiadores, pergunto: 'Com licença, companheiro, você estava lá? Não? Bem, cale a boca então". Respondendo aos críticos franceses, Scott também declarou: "os franceses nem gostam de si mesmos".